# Малі Кліщі
Малі Кліщі — колишнє село в Україні. Знаходилося в Народицькому районі Житомирської області.

## Історія
Серед мальовничих урочищ з назвами Вершниця та Шаблище, на берегах невеликої поліської річечки Ослів, притоки річки Уж,  розташовувалось звичайне українське село Малі Кліщі. Територію, що займало село, з давніх давен заселяли люди. Про це свідчать археологічні пам'ятки. Село в давнину називалось Буда Кліщівська. Не викликає сумніву те, що села  Кліщі (пізніше Великі Кліщі) і Буда Кліщівська пов'язані між собою. Назва Буда  вказує  на певний вид виробництва в минулому, бо починаючи з XIII ст. у лісах України для добування з деревини поташу, деревного вугілля, смоли, дьогтю будували спеціальні споруди, які називалися будами. Про те, що так і було, вказує назва урочищ Поташ, Смоліно, які знаходились між Великими і Малими Кліщами.
Про те, що територія навколо Малих Кліщів була заселена в часи Київської Русі свідчать пам'ятки археологічних розкопок. Між Малими Кліщами і Лозницею, під час експедиції поліським краєм Володимира Антоновича, виявлено давньоруське городище та курганний могильник  (Х-ХІІІ ст..). На мапі (ст. 11) видно, що між цими селами є 2 урочища з назвою Городище. Як називалося городище в часи Київської Русі — невідомо. Старі люди називали цю місцину Шаблища. Археолог Іван Левицький у 1925 році обстежував Шаблища і засвідчив залишки древлянського городища на рівнині. Понад Шаблищами проходив копаний шлях з Києва через Народичі (Нарадичі) на Коростень. Копаний шлях може бути залишком оборонного валу від городища в Шаблищах до самого м. Базар. Первісна назва Базару втрачена. Назва Базар — татарського походження, що означає місце торгу. Житель смт. Народичів — Галушко Василь Григорович, 1924 р. н., говорив: «Цей шлях — найкоротша путь із Народич у Базар — проходив через Вересницю (Вершницю), через Шаблища. Висота шляху — півтора метра, ширина — 4 метри. Понад шляхом — сипані могили — кургани.» Шлях не зберігся, як і старовинні кургани понад шляхом.
За переказами, у 946 році через Шаблища проходило військо княгині Ольги з метою покарати древлян за смерть свого чоловіка Ігоря. Шаблі або щаблі, згаслою воїнською мовою означало насипані вали міст — кріпостей на рівнині. На території городища виявлені два вали в перерізі 70 метрів. Під час екскурсії до валів у 1986 році учнів Малокліщівської восьмирічної школи з вчителем Мельниченком Адамом Григоровичем, висота валів досягала колін дорослої людини. Звичайно, за 1000 років вали зрівнялися із землею, бо місцина рівнинна, лугова.
Щаблі –вали були надійним прикриттям. Старі люди розповідають про третій вал з дубовим частоколом, але від нього не зосталося сліду на поверхні. В Шаблищах росли величезні старі дуби. «…Таких завстарей і завбольшки дубов я больш неде не бачила…» — часто згадувала Лук'яненко Марія Юхимівна, яка народились у Шаблищах.  Дубина (так називали дубовий ліс)  була знищена новою владою в 1950-х роках, вже після війни. Серед поля залишилося кілька старезних дубів. В с. Малі Кліщі близько 10 дубів залишилося на кладовищі. Скільки років цим дубам — ніхто не знає.
Старі люди з уст в уста переповідають по сьогоднішні часи наступне: «Ювга тут стояла. Копцє сипала в Шаблищах. Три круги — копцє були насипаниє. Там камень остався коло валов, камень — валун із ступаком Ювжиним і слєд од нагайки. Коней своїх пасла в Ювжиной долині, а на водопой ганяли на Глушицю (глухе річище Ужа). Ювжина долина тягне лєсом од Буди, Лозниці — до Народич. Крепость у Шаблищах була. Ювга там стояла, держала оборону од людей з мєсних сьол. Обоз стояв коло першого  валу». Про похід Ольги на Коростень свідчить багато фактів — розкопки, назви місць, де перебувала княгиня — Ольжині купальні у Коростені.  Біля Малих Кліщів, Народичів — це Ольжина (Ювжина) долина. «Вь 1,5 верстахь оть деревни Лозница есть городище, оть которого кь р. Уши тянется долина, называемая Іовчина Долина»
Що сталося з укріпленим городищем після походу Ольги на Іскоростень — невідомо. Літописець Нестор пише про те, що всі міста і городища древлян були зруйновані, крім Вручія. Володимир Антонович у «Археологіческой карте Волынской губерніи» пише: « Вь 4 верстахь от деревни Малые Клещи, у лесу, есть круглое городище, 30 сажень в діаметре, окружень двумя валами, отстоящими друг оть друга на 10 сажень; наружній в. 200 сажень в окружности, внутренний в 100 сажень. Близь городища в 2 группахь расположено 59 кургановь».  Шаблище було обороною перед Народичами, Овручем, Коростенем. В ті часи діяла ціла оборонна система в древлянській землі — центральне укріплення в Народичах, а навколо нього система укріплень, таких як у Шаблищах. У Шаблищах місцеві воїни прикривали шлях на Коростень понад правим берегом Уші (Ужа).
Село засноване десь у 17 столітті. До 1923 р. входило до складу Базарської волості Овруцького повіту.
Було центром Малокліщівської сільської ради. 05.02.1965 Указом Президії Верховної Ради Української РСР передано Любарську, Малокліщівську та Маломіньківську сільради Малинського району до складу Овруцького району..
1972 року у Малих Кліщах було 163 двори, мешкало 530 осіб. Сільській раді підпорядковувалися села Перемога та Хрипля. Діяв колгосп ім. Котовського. Працювала восьмирічна школа, де навчалося 104 учні.
До 1917 року в селі Буда Кліщівська діяла двохкласна церковно — приходська школа, у якій один вчитель, який не мав навіть середньої освіти, навчав 28 учнів. Пізніше в селі почала діяти трьох-, а потім чотирьохкласна школа, після закінчення якої бажаючі здобувати освіту далі, ходили у школу у Великі Кліщі (село знаходилось за 5 кілометрів). Вона діяла і після війни. Її директором був Тимошенко Григорій Іванович.
  Малокліщівська восьмирічна школа була відкрита у 1957 році. Першим її директором був Суходольський Петро Федорович (їздив з с. Великі Кліщі), а потім — Степанчук Олександр Опанасович (з 1960 до 1989 року).
  В різний час в школі працювало багато різних вчителів  - серед них i приїзжі, і односельці. Та серед постійних, які школі віддали всю свою молодість і здоров'я, були: Степанчук Олександр Опанасович, Вакулка Іван Семенович, Мельниченко Адам Григорович, Куца Ольга Власівна, Романчук Надія Олександрівна, Шумейко Тамара Андріївна, Зайченко Анастасія Михайлівна, Дмитренко Василь Якович, Козиревська Олена Юхимівна, Савлук Микола Сергійович, Євдоченко Микола Олексійович, Остроух Ніна Миколаївна, Гнатенко Валерій Анатолійович.
  Матеріальна база школи вважалася однією з кращих у районі. В наявності були: кіноапарати, діапроектори, карти, атласи, глобуси, хімічні реактиви, різноманітні таблиці по всіх предметах, наочність по біології i тд.. Учні школи брали активну участь у художній самодіяльності, влаштовували різні вечори, ходили на суботники, допомагали місцевому колгоспу імені Котовського на сільськогосподарських роботах, ходили з вчителями у походи до річки Уж за село Хутір — Розсохівський. В школі активно діяли піонерська та комсомольська організації. Піонерська організація носила ім'я Зоі Космодем'янської. Про вчителів школи часто друкувалися замітки і статті у районній газеті " Жовтневі зорі ".
Мельниченко Адам Григорович — вчитель української мови і  літератури Малокліщівської восьмирічної школи в 1961—1986 рр..  Адам Григорович народився 14 березня 1921 року в сім'ї колгоспників — Мельниченків  Григорія Романовича і Анастасії Кирилівни. Ходив у Малокліщівську чотирьохкласну школу, потім 4 роки у Великокліщівську школу. Середню освіту здобув у Наро дицькій середній школі № 2. Після закінчення школи працював секретарем сільської ради у рідному селі. З початком війни не був мобілізований до армії за станом здоров'я. Був евакуйований за Дніпро, але попав в оточення, тому змушений був повертатися додому. Осінню 1943 року Адама Григоровича разом з дев'ятьма односельцями окупаційна влада відправила до Коростеня, звідки їх мали відвезти на примусові роботи до Німеччини. Це було в той час, коли ра -дянська армія форсувала Дніпро і почала звільняти Правобережну Україну. Адам Григорович так в Німеччину i не попав, бо з Коростеня їх відпустив додому Вензель Свобода — чех за національністю, який займав одну з високих посад Коростенської окупаційної влади. « Запам'ятайте моє ім'я на все життя. Я –Вензель Свобода!» — сказав він на прощання. Так Адам Григорович знову опинився вдома. Після визволення знову працював секретарем сільської ради аж до 1961 року. Закінчив заочно Житомирський педагогічний інститут i почав працювати вчителем у школі.
Був одружений з Лук'яненко Ольгою Йосипівною (1922—1996 р.н.). Мав трьох дітей — Марію, Тамару та Анатолія. Багато горя випало на долю Адама Григоровича: спочатку було переселення у с. Краснобірку разом з односельцями і родичами, потім смерть усіх дітей, дружини. Кілька років чоловік проживав сам по вулиці Кримській, тішився внуками i правнуками, які приїзжали до нього з Києва. Був найстаршим за віком серед переселенців Краснобірки, мав добру пам'ять. Помер 13 квітня 2009 року. Похований на кладовищі у Краснобірці.
Степанчук Олександр Опанасович — директор Малокліщівської восьмирічної школи з 1960  до 1989 року. Народився 28 серпня 1938 року в селі Малі Кліщі Базарського району в сім'ї Степанчуків  - ОпанасаТимофійовича i Надії Андріївни. Початкову освіту здобув у Малокліщівській початковій школі, а далі були: Великокліщівська школа i Бабиницьке ПТУ. Вищу освіту отримав в Уманському педагогічному інституті. Коли повернувся до рідного села, відразу пішов   вчителювати до нововідкритої Малокліщівської восьмирічної школи, незабаром був призначений директором. За фахом Олександр Опанасович — вчитель хімії i біології. Він був стриманим, ввічливим, толерантним, ніколи не підвищував голосу нi на вчителів, нi на учнів. Його любили i поважали. Будь — які проблеми він вирішував спокійно і швидко. Під його керівництвом школа стала однією з кращих у районі — працювала за кабінетною системою, створені прекрасні умови для роботи вчителів і навчання учнів. Олександра Опанасовича  нагородили медаллю «Відмінник освіти». Активним був Олександр Опанасович і в громадському житті села: довгий час він очолював партійну організацію колгоспу імені Котовського, був заступником голови виконкому Малокліщівської сільської ради, головою первинної організації товариства «Знання». В 1957 році одружився з Панусенко Марією Василівною, яка народила трьох дітей — Миколу, Надію та Віктора. Надія Олександрівна продовжує справу батька — почала працювати вчителькою біології і хімії ще в Малокліщівській восьмирічній школі, після переселення у с. Краснобірку — працює за фахом у місцевій школі. Серце директора Малокліщівської восьмирічної школи перестало битися 22 червня 1989 року. Похований на кладовищі у Малих Кліщах.
В селі діяли клуб, бібліотека, фельдшерсько-акушерський пункт, відділення зв'язку та магазин. Виселено через радіоактивне забруднення внаслідок аварії на ЧАЕС. Населення в 1981 році — 430 осіб. Зняте з обліку 21 червня 1991 року Житомирською обласною радою.
2013 року в Малих Кліщах проживало 3 самосели.
В 1925—1991 роках орган місцевого самоврядування — Малокліщівська сільська рада.